# Provincia de Hậu Giang
Hau Giang (en vietnamita: Hậu Giang) fue una de las provincias que conformaban la organización territorial de la República Socialista de Vietnam. La capital de la provincia era Vị Thanh. Existió desde 2004 hasta su fusión con la ciudad de Cần Thơ en 2025.

## Geografía
Hau Giang se localiza en la región del Delta del Río Mekong (Đồng bằng sông Cửu Long). La provincia mencionada posee una extensión de territorio que abarca una superficie de 1.608 kilómetros cuadrados.

## Demografía
La población de esta división administrativa es de 790.800 personas (según las cifras del censo realizado en el año 2005). Estos datos arrojan que la densidad poblacional de esta provincia es de 491,79 habitantes por cada kilómetro cuadrado.